# Spice SE90C
Chronologie des modèles
Spice SE89C SE91C
La Spice SE90C est une voiture de sport-prototype préparée par Spice Engineering pour la saison 1990.